# Bill Lishman
Bill Lishman (ur. 1939, zm. 30 grudnia 2017) – kanadyjski wynalazca, artysta i pasjonat motolotniarstwa. Światową sławę uzyskał po tym jak w 1993 roku przy wykorzystaniu motolotni poprowadził stado gęsi kanadyjskich z Ontario do północnej Wirginii.

## Motolotniarstwo
W latach 70. przeprowadził się z Ontario do 100-akrowego gospodarstwa w okolicach Port Perry. Korzystając z bliskości wysokiego wzgórza Purple Hill, Lishman zaczął konstruować i testować urządzenia latające. Na początku było to długie skrzydło, z którym to Lishman zbiegał ze wzgórza podrywając się do lotu. W 1978 roku, po dodaniu do swojej lotni silnika od gokarta stał się pionierem motolotniarstwa w Kanadzie.

## Sztuka
Źródłem utrzymania Lishmana była sztuka. Tworzył on głównie duże, stalowe rzeźby ludzi, zwierząt i materii nieożywionej. Projektował także meble. W 1971 stworzył wierną replikę lądownika, w którym załoga Apollo 11 wylądowała na księżycu. W 1983 replika została zakupiona przez organizatorów wystawy kosmicznej w Japonii, zaś potem podarowana muzeum w Oklahomie. Innym niezwykłym projektem artystycznym była budowa kopii Stonehenge z wraków samochodów. Jednym z bardziej znanych projektów Lishmana jest duży (250 m²), podziemny dom zbudowany na początku lat 90., w którym zamieszkał ze swoją żoną.

## Ptaki
W latach 80. Bill Lishman zainteresował się możliwością wykorzystania motolotni dla ratowania ginących gatunków ptactwa wodnego. Badał, czy możliwe jest nauczenie ptaków zachowań migracyjnych, prowadząc stado za pomocą motolotni. W 1993 roku, po wielu latach przygotowań i walki z biurokracją, Lishman osiągnął sukces prowadząc stado gęsi kanadyjskich z Ontario do Północnej Wirginii w Stanach Zjednoczonych. Z szesnastu ptaków w stadzie, czternaście samodzielnie powróciło w 1994 do Ontario, co przypieczętowało sukces całej operacji, nazwanej „Operation Migration”. W kolejnych latach Lishman kontynuował swoje wysiłki i wykorzystując swoje doświadczenia z gęśmi, podjął próbę prowadzenia w lotach migracyjnych zagrożonych gatunków, przede wszystkim żurawia krzykliwego. W 1996, w oparciu o historię Lishmana i jego książkę z 1995 roku (Father Goose – „Ojciec Gęsi”), nakręcono film pod tytułem „Droga do domu” (ang. Fly away home).